# Kasai Rinkai Park
Kasai Rinkai Park (葛西臨海公園, Kasai Rinkai Kōen) is een groot stadspark in Tokio, Japan. Het ligt aan de oever van de Baai van Tokio en beslaat een gebied van ongeveer 805 hectare. Daarmee is het het op een na (Mizumoto Park) grootste park van Tokio. Het park omvat twee kunstmatig aangelegde eilanden, waarvan het oostelijke eiland niet toegankelijk is voor het publiek. Het park werd geopend in 1989.
Bijna de helft van het oppervlak van het park (366 ha.) is een vogelreservaat; er worden meer dan 126 vogelsoorten waargenomen. Het oostelijke kunstmatige eiland is een Ramsargebied, en sinds 2018 is afgesloten voor publiek.
Kasai Rinkai Park is goed bereikbaar met het openbaar vervoer en heeft wandel- en fietspaden, picknickgebieden, bloemenweides, speeltuinen en restaurants, wat het tot een populaire bestemming maakt voor gezinnen en natuurliefhebbers. Het park wordt met name zeer druk bezocht tijdens het Hanami-feest in het voorjaar, als de kersenbomen bloeien.
Het biedt allerlei recreatieve voorzieningen en attracties:
- Het Tokyo Sea Life Park (東京都立海洋博物館, Tōkyō Toritsu Kaiyō Hakubutsukan), een aquarium gelegen binnen het park, herbergt een verscheidenheid aan zeedieren en biedt educatieve tentoonstellingen over mariene ecologie.
- Er is een zeevogel-informatiecentrum.
- Een 117 meter hoog reuzenrad dat ooit het op een na hoogste ter wereld was, en dat een panoramisch uitzicht biedt over de baai van Tokio en de stad.

## Afbeeldingen

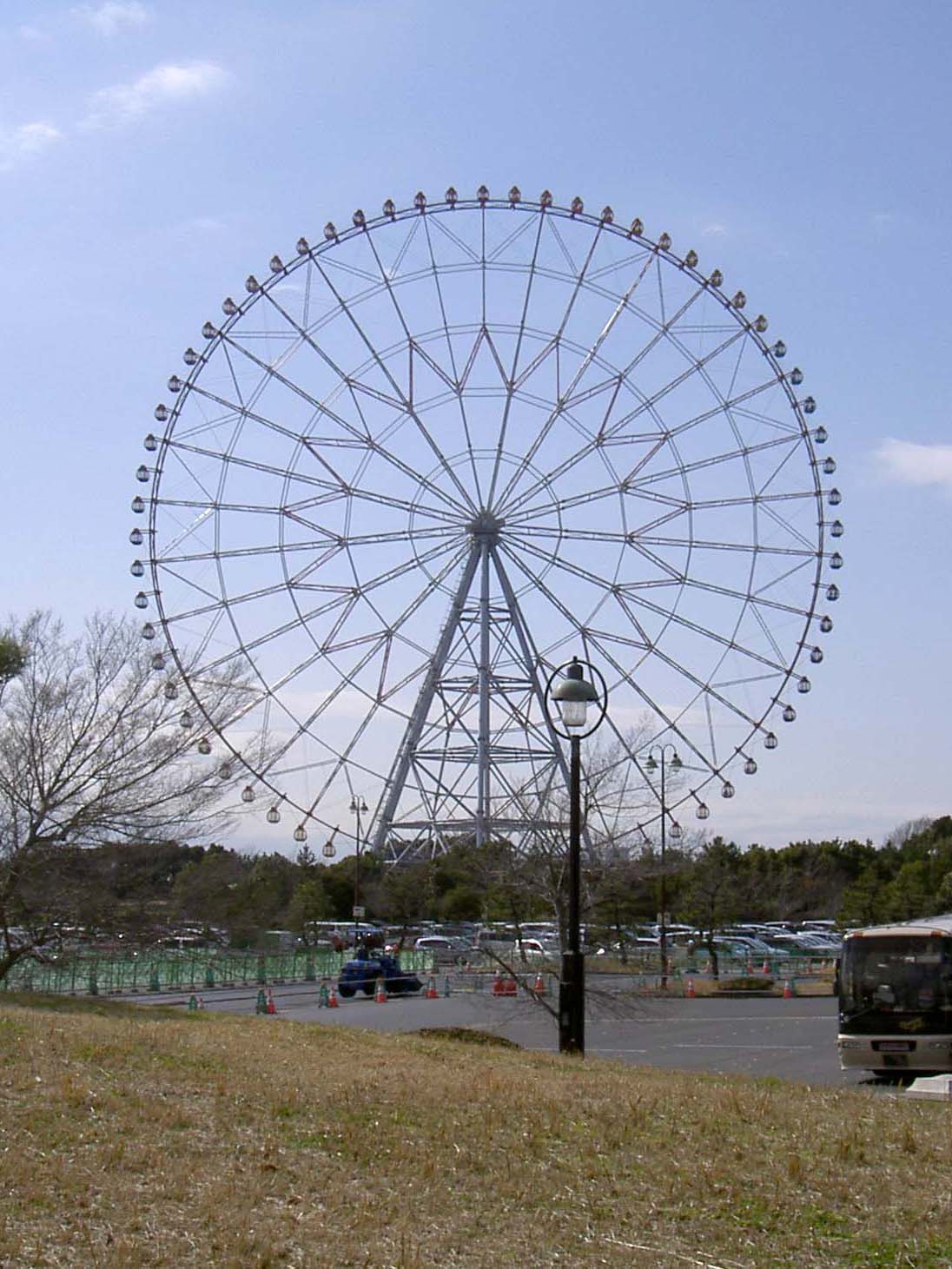
Het reuzenrad
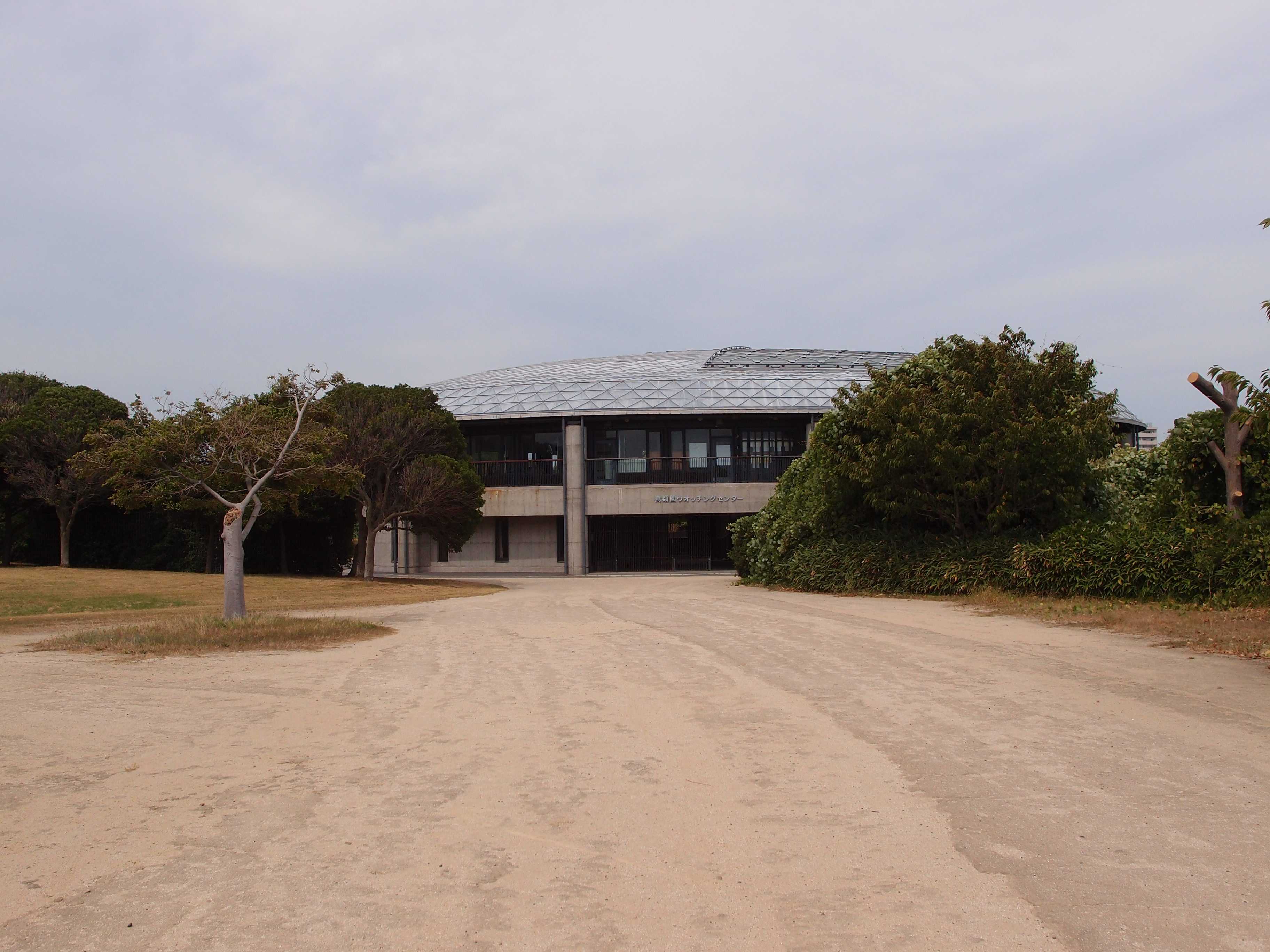
Het zeevogel-infocentrum
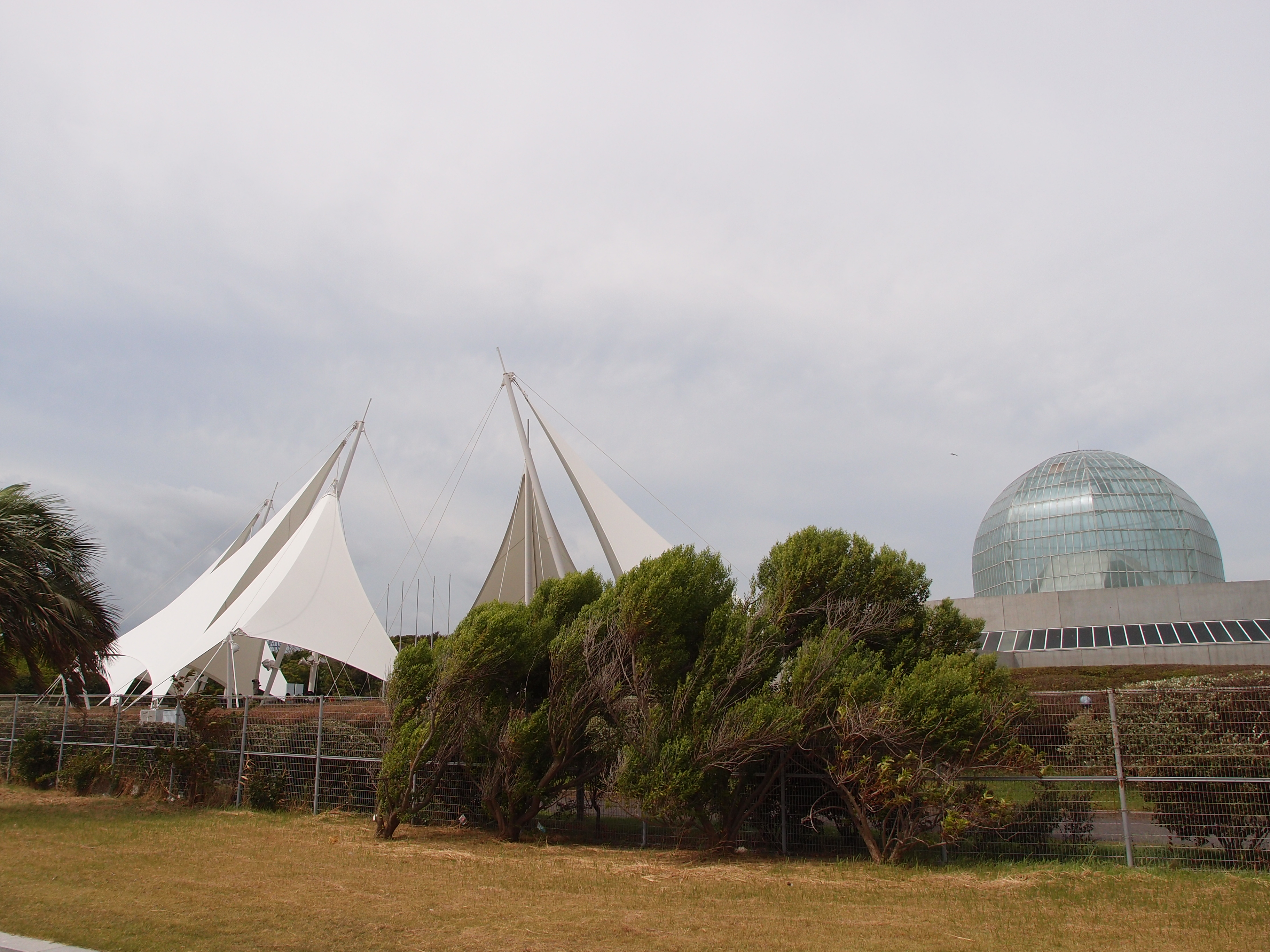
Het sea life center
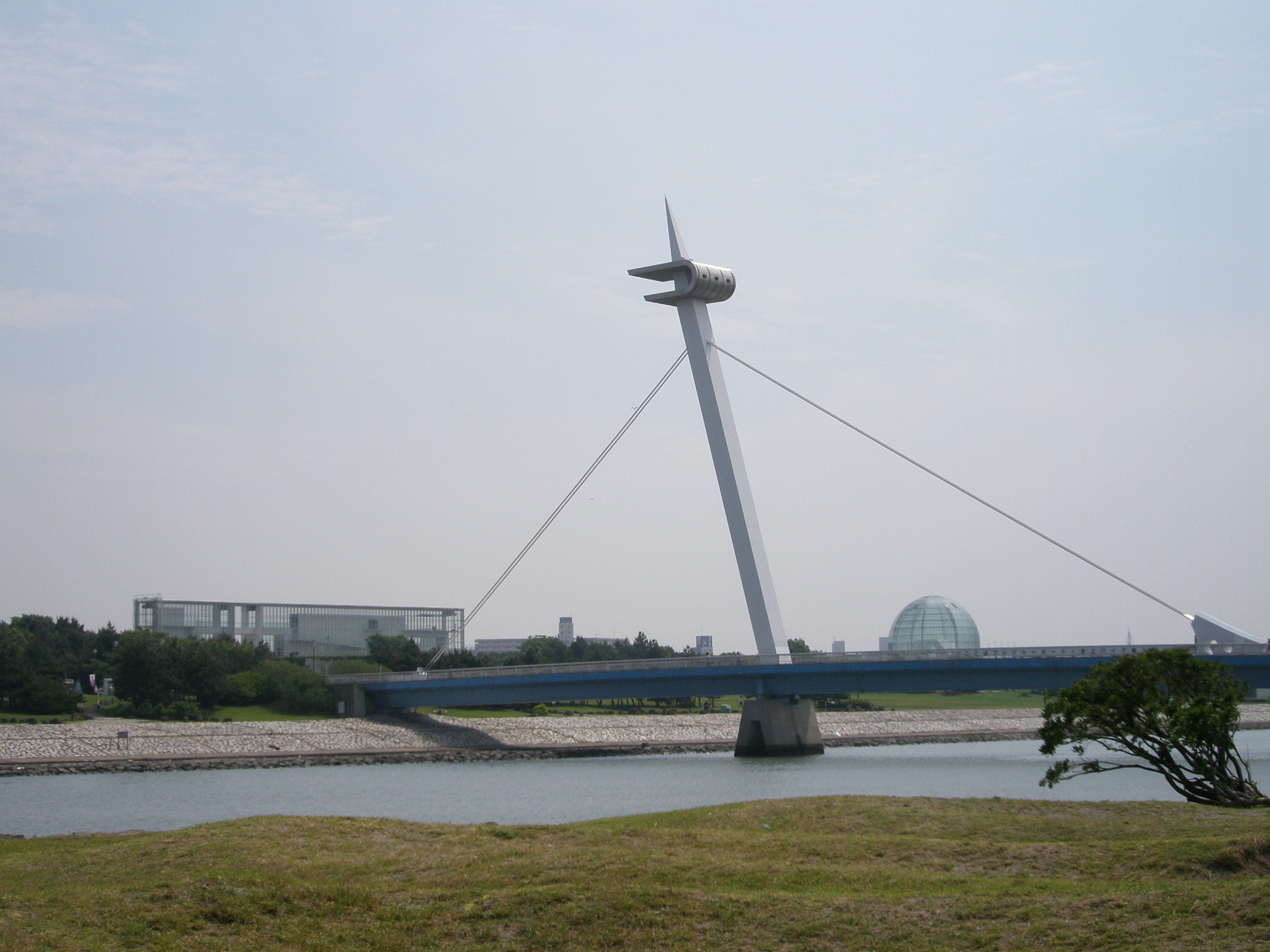
De Kasai-Nagisa-brug, die toegang geeft tot het westelijke eiland
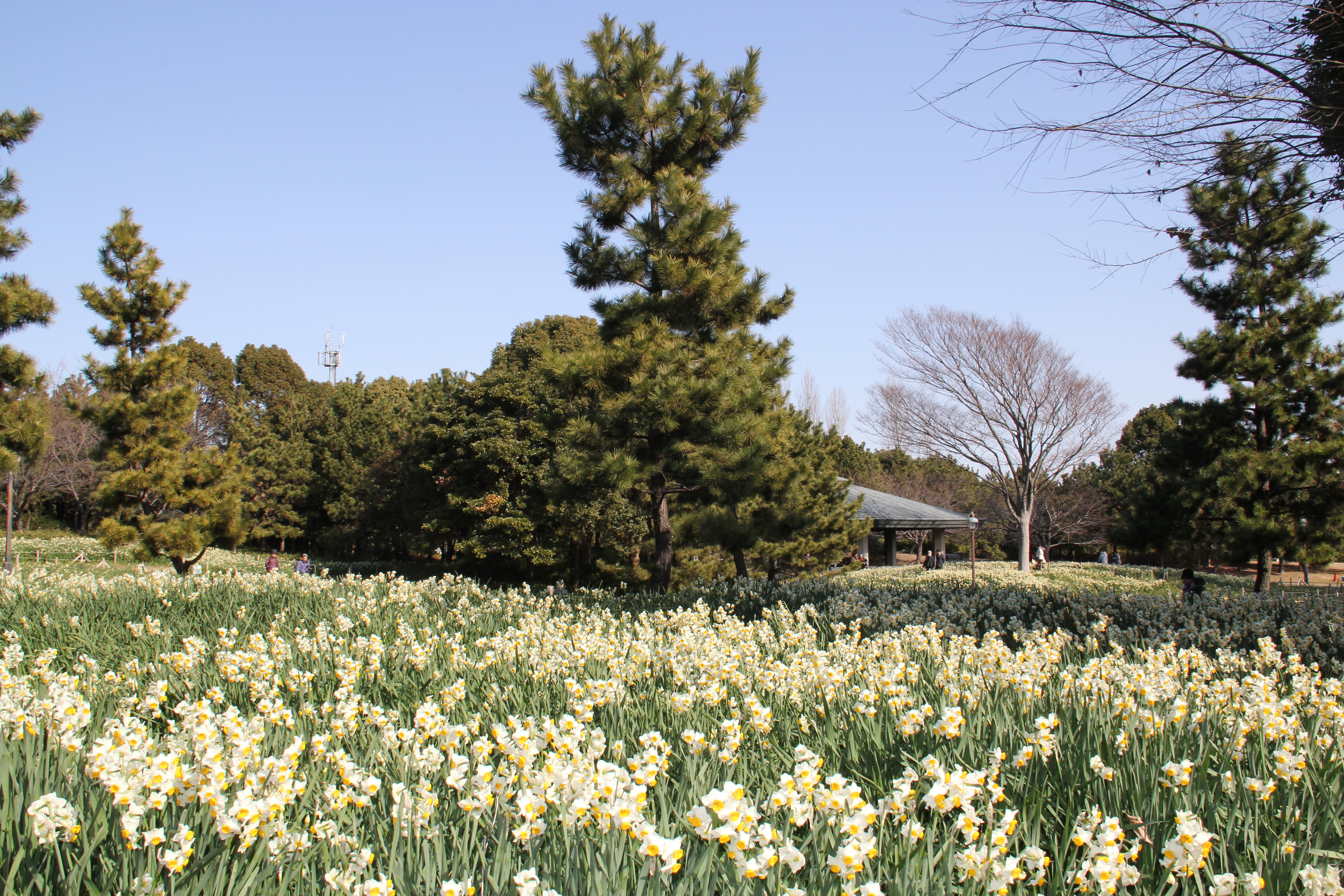
Bloemenweide in het voorjaar